# جووانی دومنیکو تیه‌پولو
جووانی دومنیکو تیه‌پولو (ایتالیایی: Giovanni Domenico Tiepolo; ۳۰ اوت ۱۷۲۷ – ۳ مارس ۱۸۰۴) نقاش و چاپگر ایتالیایی دوره باروک و فرزند جامباتیستا تیه‌پولو بود.

## نگارخانه

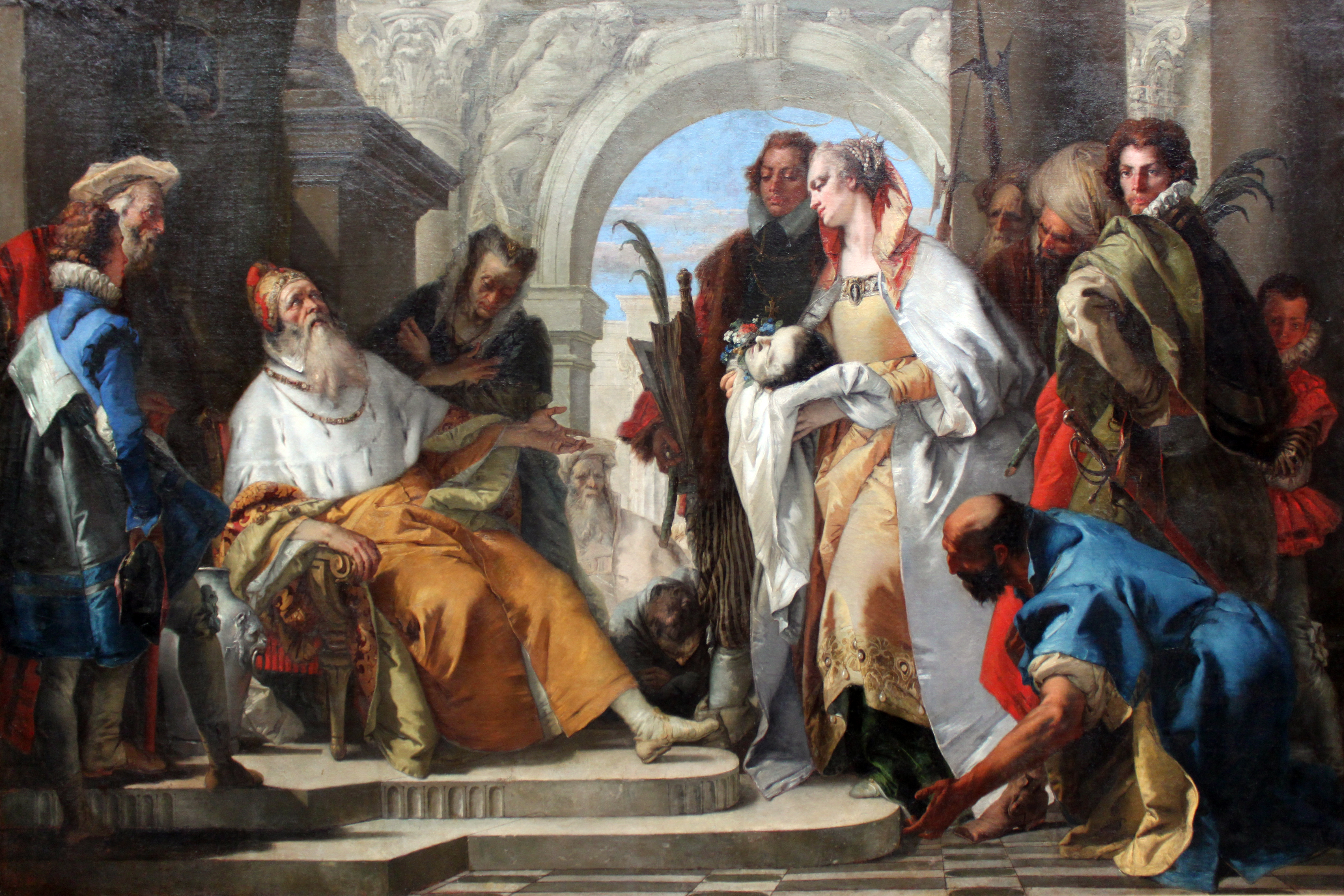
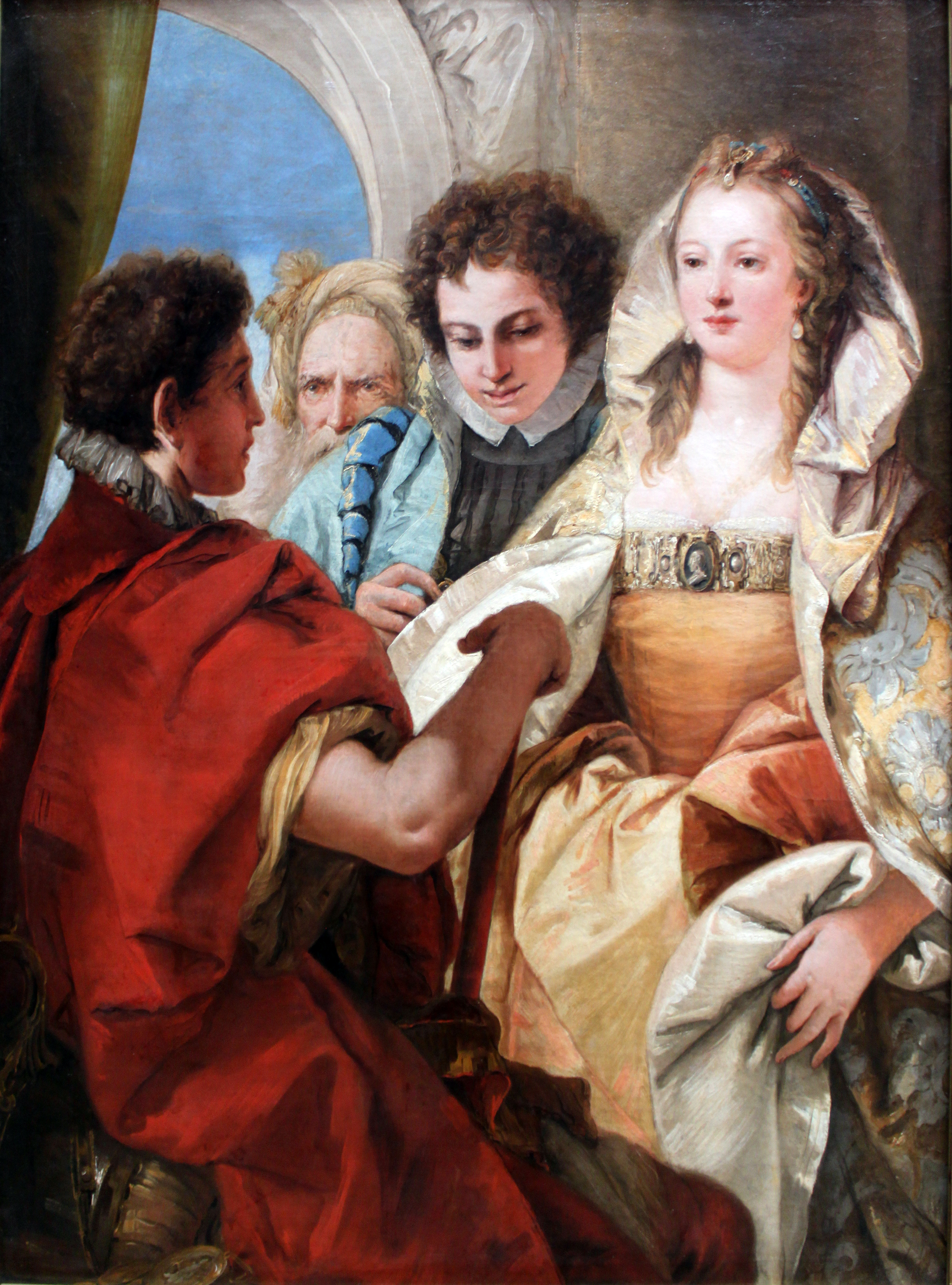
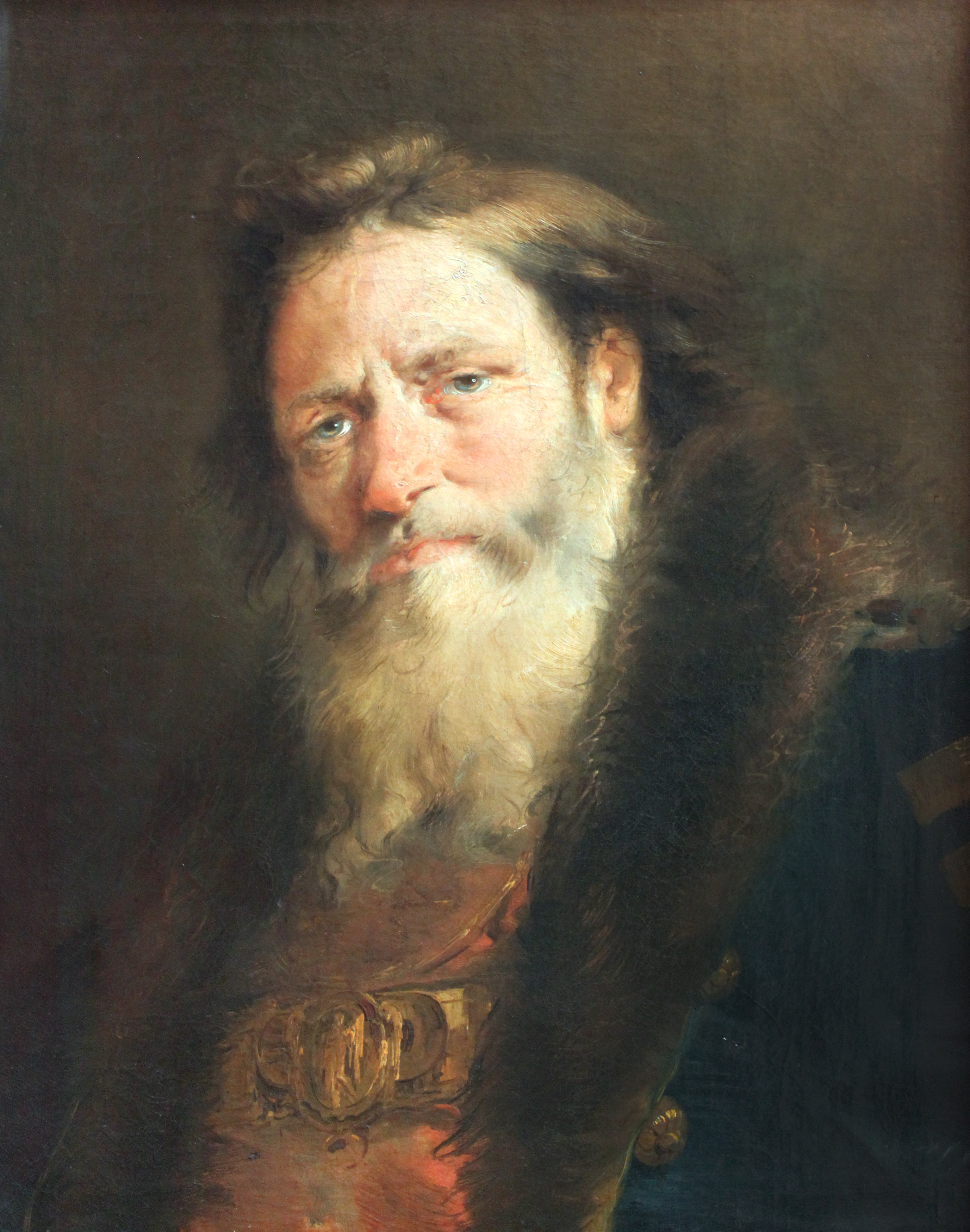
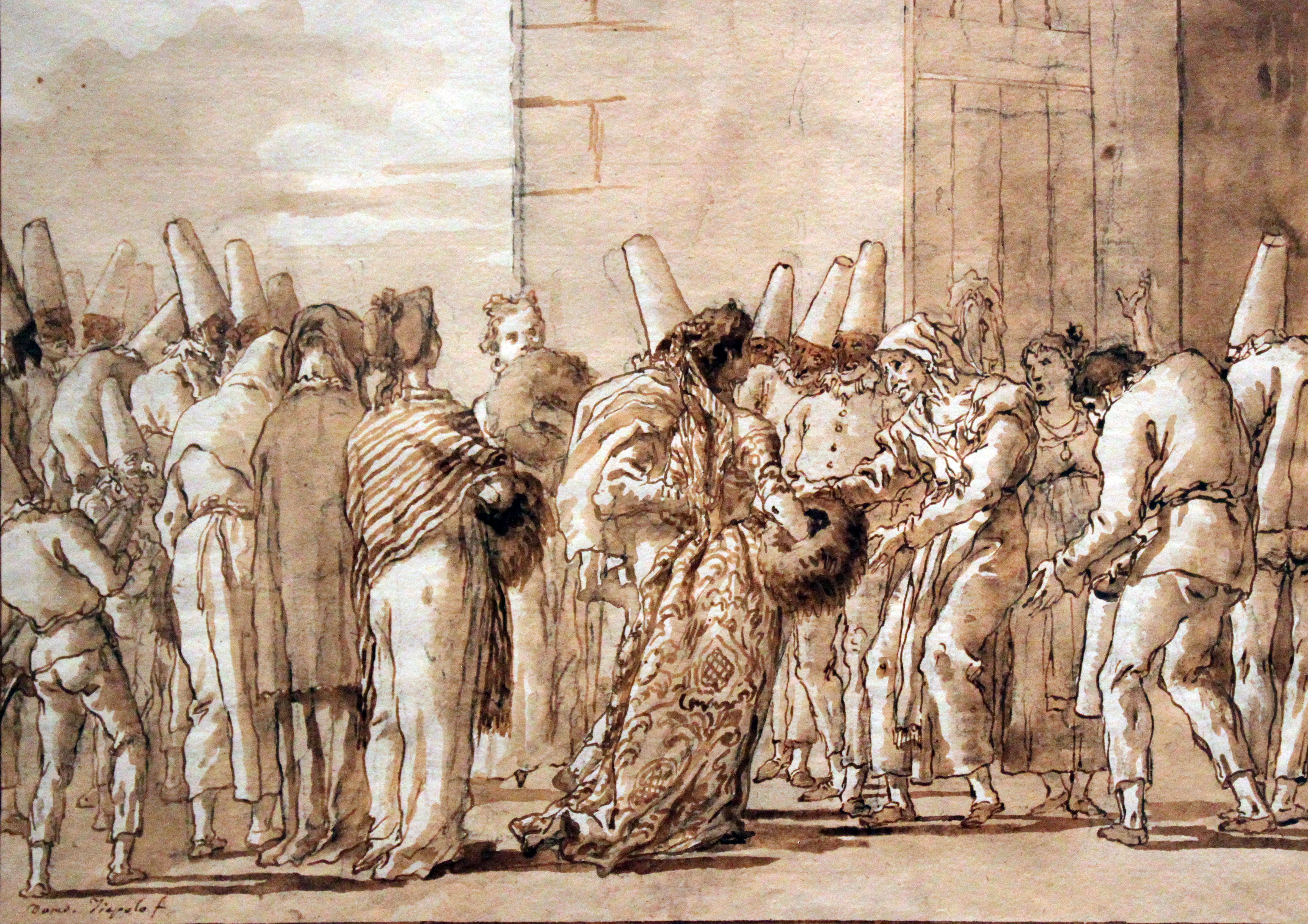